# Slottshagskyrkan

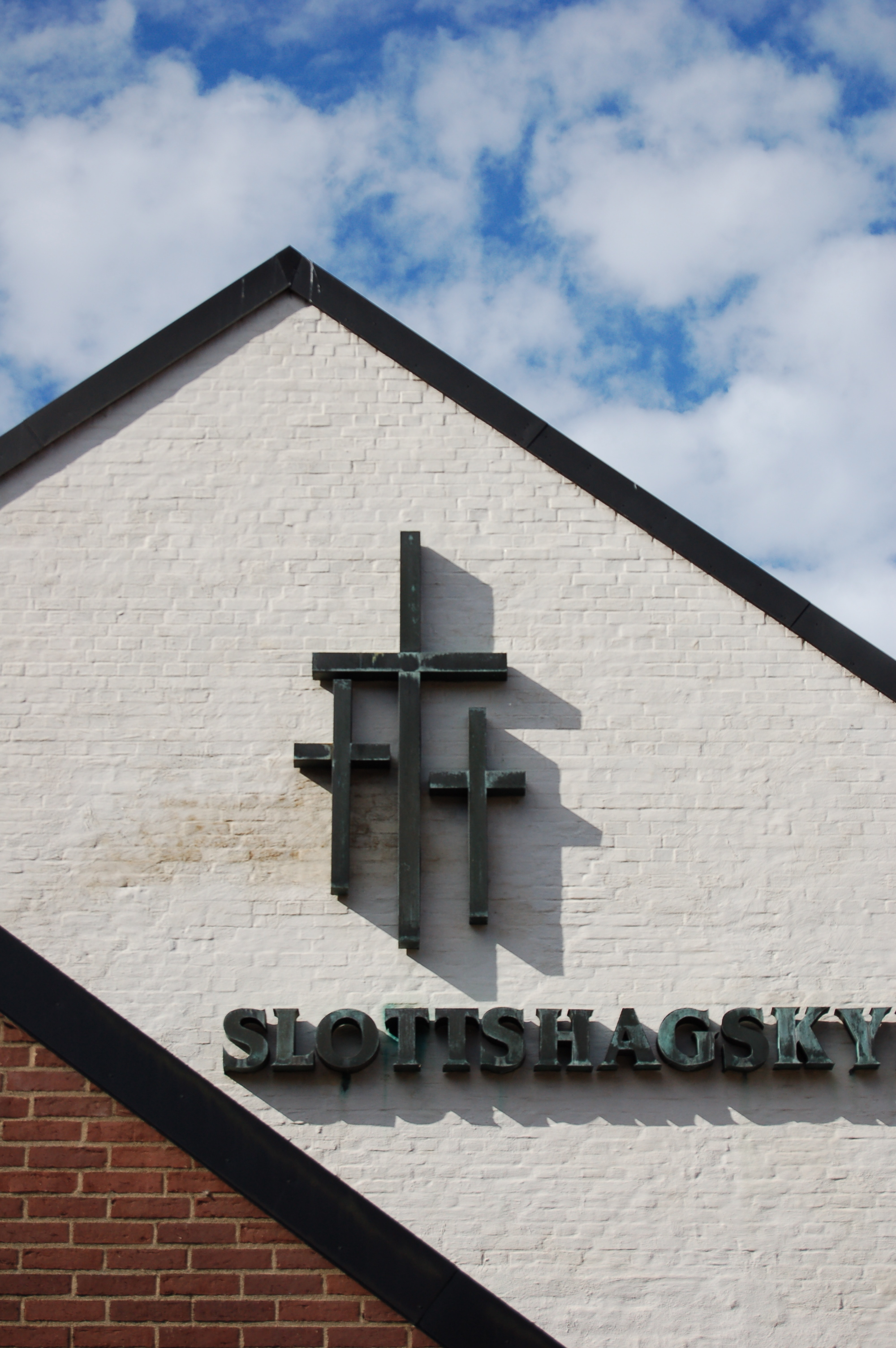
Korsutsmyckningen på den östra gaveln.

Slottshagskyrkan är en kyrkobyggnad i Helsingborg. Den är Helsingborgs Baptistförsamlings kyrka, belägen strax norr om Slottshagen i Helsingborg.
Kyrkan ligger på innergården till fastigheten och består av en kapellbyggnad i vit puts med spetsbågiga fönster. En tillbyggnad i brunt tegel ses vid den östra gaveln och sadeltaket är klätt i brunt taktegel.

## Historik
Helsingborgs baptistförsamling bildades 1861, som en av de första i Sverige. Under sin första tid hade församlingen dock svårigheter att hitta en gudstjänstbyggnad. Man hade varit tvungna att flytta hela elva gånger. Församlingen tillsatte därför år 1894 en byggnadskommitté med uppgiften att lägga grunderna för en ny församlingsbyggnad. Arbetet med insamling av pengar och uppförande av ritningar var klara 1897 och byggandet kunde startas den 16 juli det året. Dock kunde församlingen på grund av dåtida regler inte själv uppföra kyrkan och istället uppgavs byggherren som "Sällskapet Upplysning och Sedlighet". Byggnaden ritades av dåvarande stadsarkitekten i Helsingborg, Mauritz Frohm och invigdes under namnet "Tabernaklet" den 28 november 1897. I samband med en större restaurering 1958 ändrades namnet till Slottshagskyrkan. År 1972–1973 uppfördes fritidsgården Kärnpunkten tillsammans med ett antal lägenheter på tomten ut mot Långvinkelsgatan. Fritidsgården drivs i baptistförsamlingens regi.